# Коломієць Віталій Олегович
Віта́лій Оле́гович Коломі́єць — старший солдат Збройних сил України, учасник російсько-української війни.

## З життєпису
2008 року закінчив Дацьківський НВК, вчився в Стеблівському ПТУ, 2011 року призваний до лав ЗСУ.
У часі війни з березня 2014-го — водій дистанційної установки «Град», 72-га артилерійська бригада. Під час боїв за Савур-Могилу в липні зазнав осколкового поранення правої руки. Після лікування повернувся до лав ЗСУ.

## Нагороди
14 листопада 2014 року за особисту мужність і героїзм, виявлені у захисті державного суверенітету та територіальної цілісності України, вірність військовій присязі під час російсько-української війни, відзначений — нагороджений орденом «За мужність» III ступеня.